# Jüdischer Friedhof (Uehlfeld)

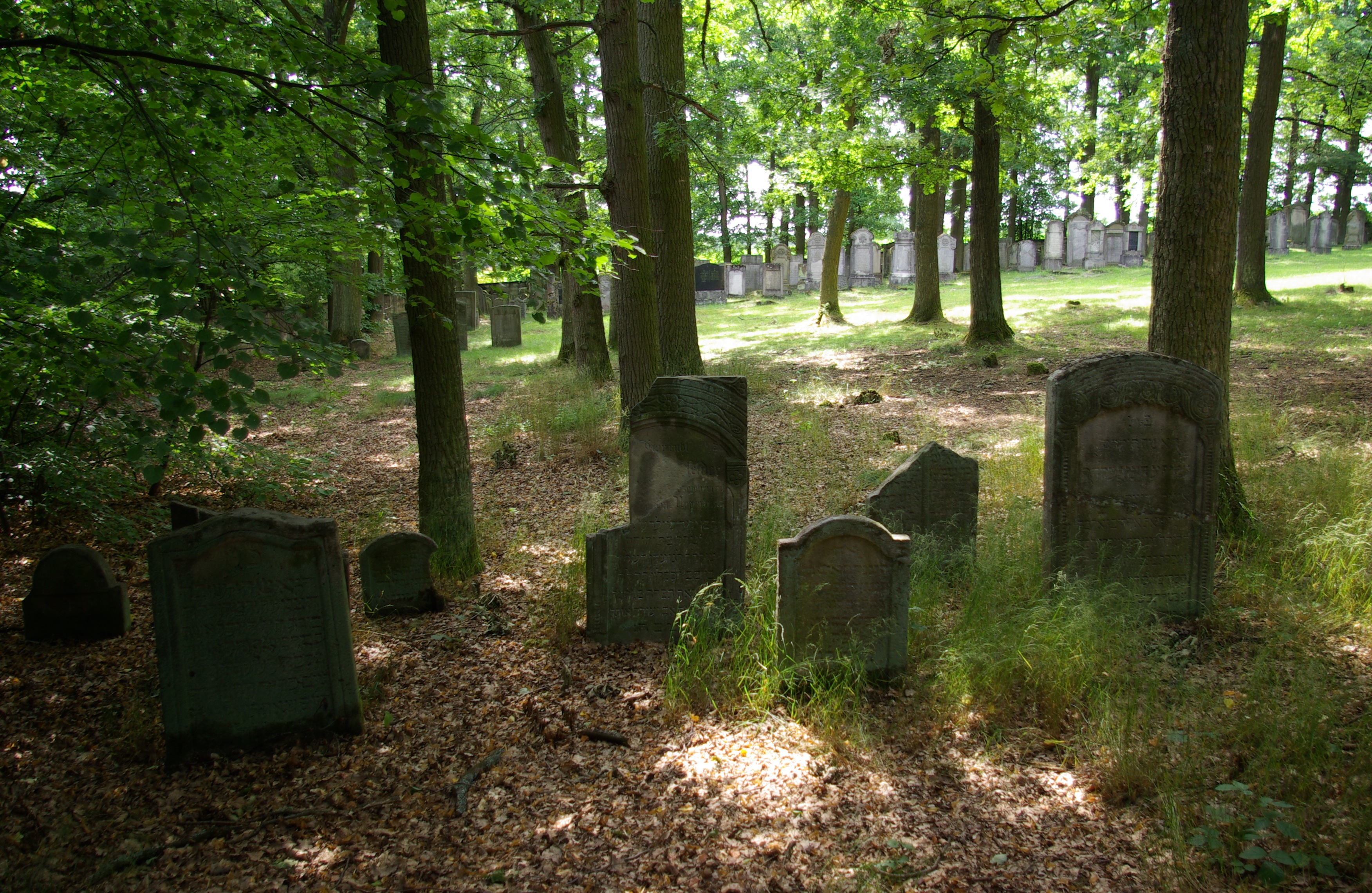
Jüdischer Friedhof in Uehlfeld, im Vordergrund der ältere Teil, 2011

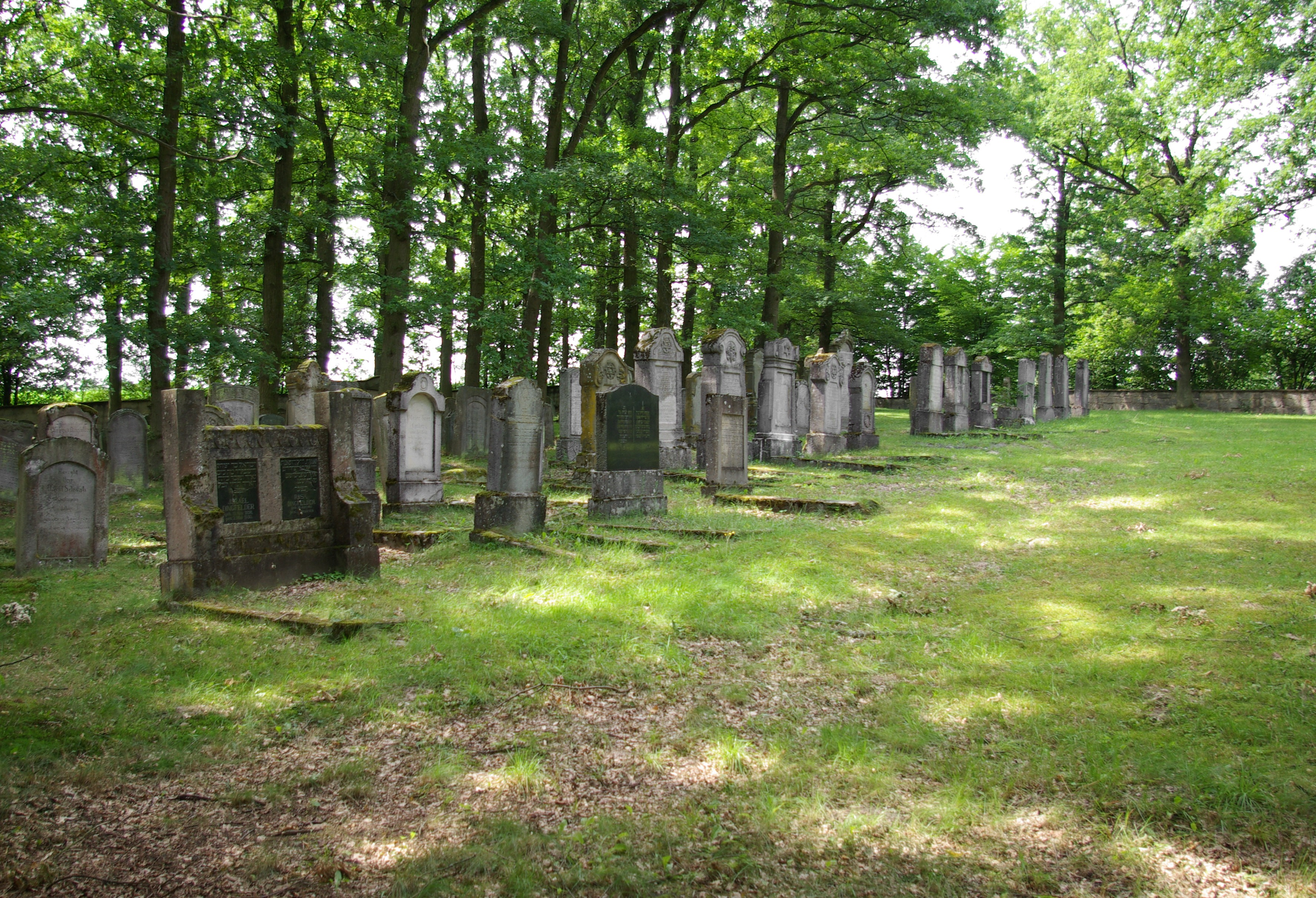
Jüdischer Friedhof in Uehlfeld, 2011

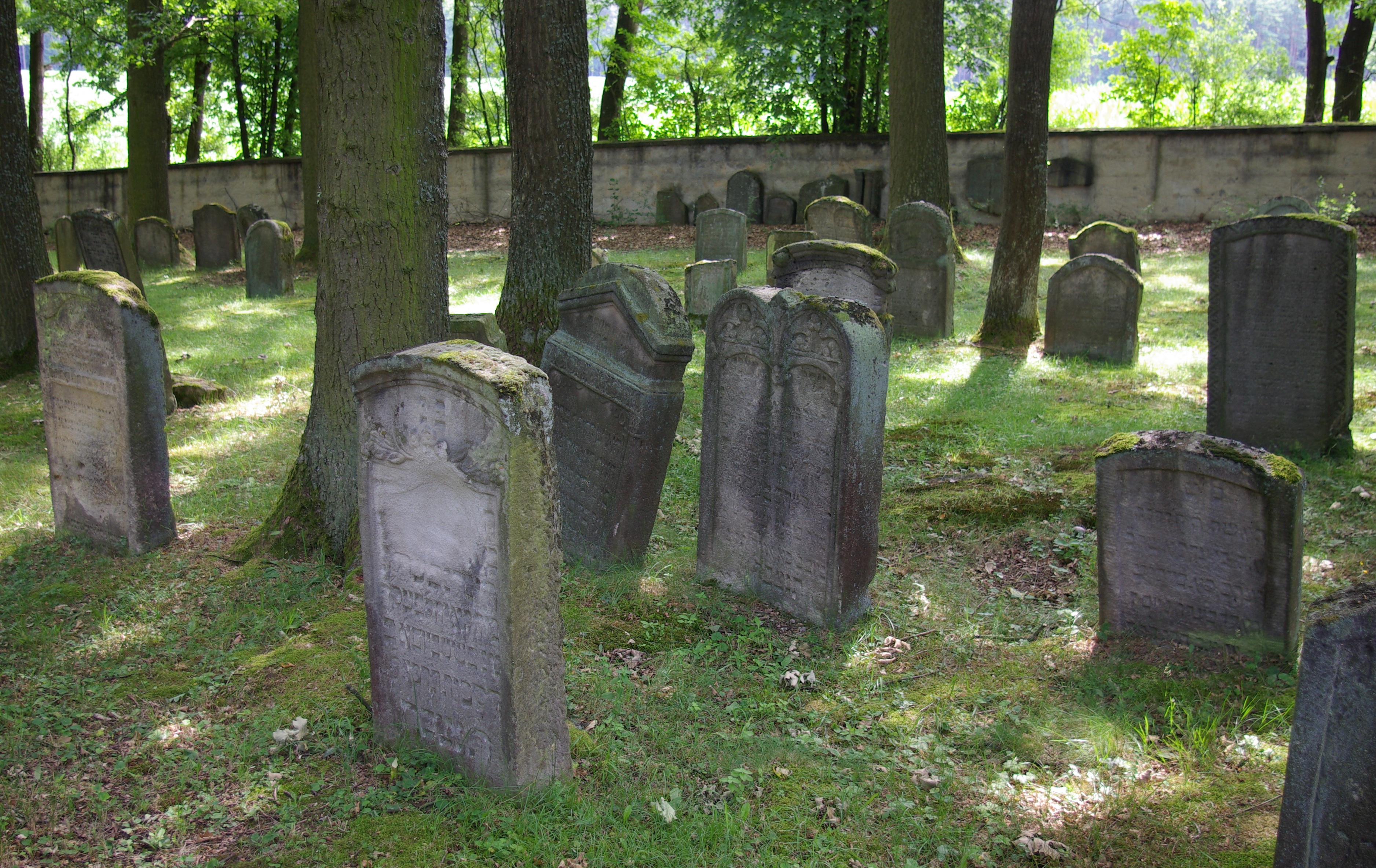
Jüdischer Friedhof in Uehlfeld, 2011

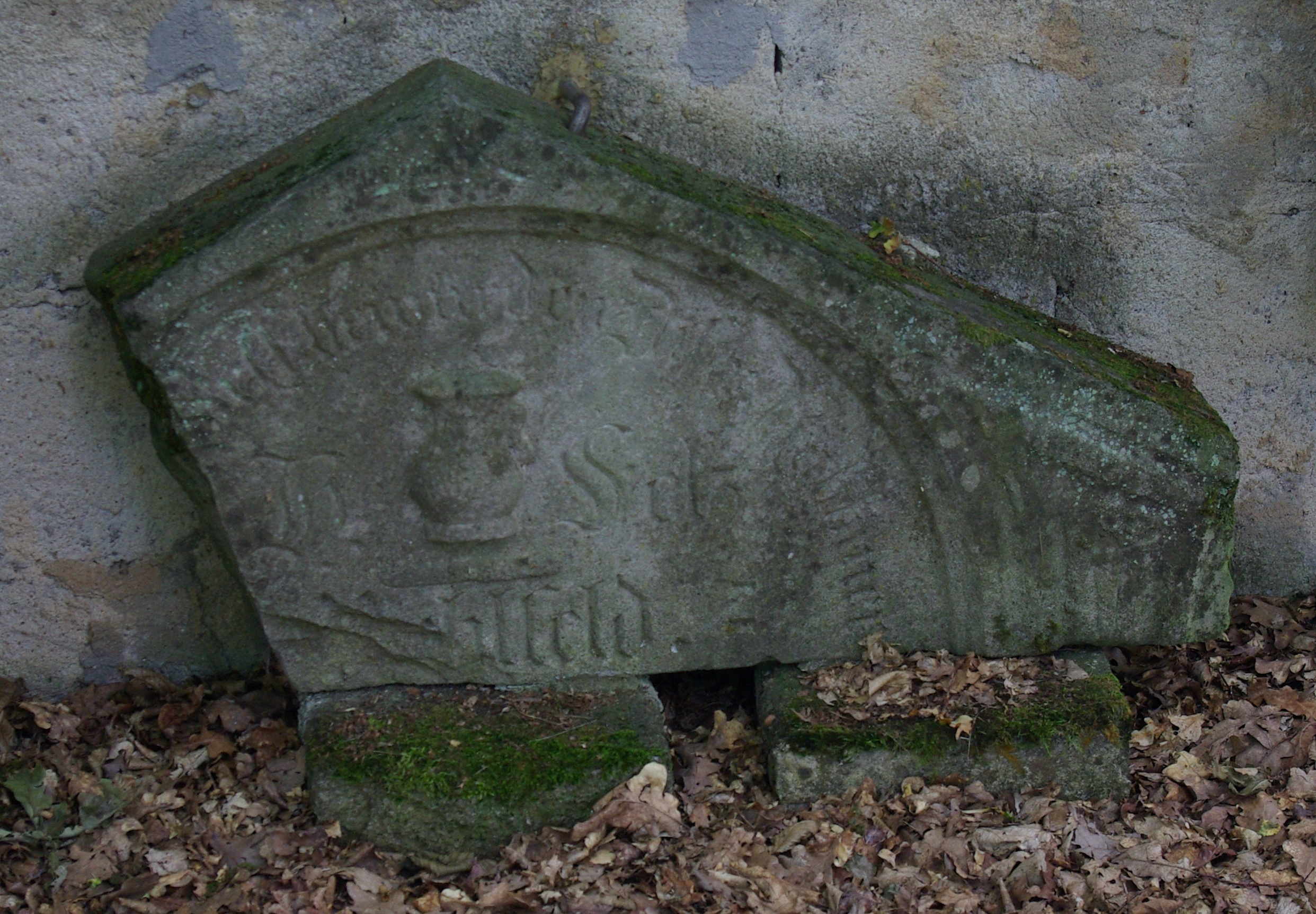
Bruchstück eines Grabsteins auf dem Jüdischen Friedhof in Uehlfeld mit dem Relief eines Kruges zur rituellen Waschung der Hände, 2011

Der Jüdische Friedhof in Uehlfeld im mittelfränkischen Landkreis Neustadt an der Aisch-Bad Windsheim ist eine jüdische Begräbnisstätte, die von 1732 bis 1937 belegt wurde.

## Lage
Der 4601 m² große, von einer massiven Sandsteinmauer umgebene Friedhof liegt auf dem sogenannten Zeckenberg, etwa einen Kilometer nordwestlich von Uehlfeld an der Straße nach Hermersdorf (Markt Vestenbergsgreuth).

## Geschichte
Die ersten Juden in Uehlfeld siedelten sich wahrscheinlich bereits in der ersten Hälfte des 16. Jahrhunderts an. Im Dreißigjährigen Krieg flohen die meisten Einwohner Uehlfelds in die Städte der Umgebung. 1632 wurde in Höchstadt an der Aisch von einem Juden aus Uehlfeld berichtet, der mit anderen jüdischen Familien auf Befehl des Fürstbischofs wieder ausgewiesen wurde. 1696 wurde in Uehlfeld eine Synagoge eingerichtet. Die Verstorbenen der Gemeinde wurden zunächst auf dem jüdischen Friedhof in Zeckern bestattet.
1732 wurde der Gemeinde in Uehlfeld auf einer Anhöhe ein Grundstück angeboten, auf dem man nach Erlaubnis von Markgraf Georg Friedrich Karl einen eigenen Friedhof anlegte. Die ersten, heute teilweise versunkenen Grabsteine wurden auf dem östlichen Teil des Grabfeldes errichtet. Neuere Grabmale befinden sich rechts vom schmiedeeisernen Eingangstor im Westteil der Begräbnisstätte. Seit dem 18. Jahrhundert entwickelte sich Uehlfeld zum Ort mit dem höchsten jüdischen Bevölkerungsanteil der Region. Im 19. Jahrhundert bestand das Distriktsrabbinat Uehlfeld, das 1876 dem Distriktsrabbinat Fürth zugeteilt wurde.
Bereits 1923 kam es zu Übergriffen von Nationalsozialisten aus Uehlfeld auf jüdische Einwohner. In der Zeit des Nationalsozialismus ab 1933 wurden die Einrichtungen der jüdischen Gemeinde in Uehlfeld mehrmals geschändet. Auf dem Friedhof wurden im August 1935 Grabsteine umgeworfen. Im Dezember 1936 wurden die Fenster der 1818 erbauten neuen Synagoge eingeschlagen. 1937 fand die letzte Beerdigung auf dem Judenfriedhof in Uehlfeld statt. Im September 1938 verhaftete man zwei Uehlfelder Juden wegen „staatsfeindlichen Äußerungen“. Obwohl bis zu den Novemberpogromen 1938 sämtliche Uehlfelder Juden den Ort auf Befehl des NSDAP-Kreisleiters verlassen hatten, wurde die Synagoge samt ihrer Einrichtung und den Ritualien niedergebrannt. Das kleine Taharahaus auf dem Friedhof wurde in der Folgezeit komplett abgerissen.
Etwa 40 der aus Uehlfeld stammenden Juden fielen in den Vernichtungslagern dem Holocaust zum Opfer, sieben waren in die Vereinigten Staaten emigriert. Die Ruine der Synagoge wurde nach 1945 von der Raiffeisenbank als Lagerhalle ausgebaut und ist als solche erhalten (Raiffeisenstraße 7). Auf dem jüdischen Friedhof in Uehlfeld befinden sich heute etwa 275 Grabsteine.